# Friedrich Bayer (industriel)
Pour les articles homonymes, voir Friedrich Bayer et Bayer.
Friedrich Bayer fut un industriel allemand (né le 6 juin 1825 à Barmen-Wichlinghausen, localité intégrée aujourd'hui à Wuppertal) ; mort le 6 mai 1880 à Wurtzbourg), fondateur en 1863 à Elberfeld de l'usine de teinturerie Friedrich Bayer, devenue Bayer AG au terme du procès IG Farben en 1950.

## Biographie
À une époque où l'industrie textile était florissante, Friedrich Bayer grandit comme fils de tisserands de soie de Nördlingen. À l'âge de 14 ans, il devient apprenti dans un commerce de produits chimiques de Barmen, Wesenfeld & Co. C'est là qu'il apprend les bases de la chimie et s'initie aux problèmes de la teinturerie. Dès 20 ans, il commence à manipuler les colorants naturels. Trois ans plus tard, il fonde sa première entreprise commerciale et construit un réseau de distribution dans toute l'Europe. Les colorants naturels qu'il propose d'abord sont encore extraits de certains bois et se vendent, en raison de leur haute qualité, dans les grandes capitales européennes, Londres, Bruxelles, Saint-Pétersbourg et même jusqu'à New York.
Les découvertes de la chimie inorganique dans le domaine de la fabrication de colorant et les potentiels de marché liés à ces découvertes incitent aussi Friedrich Bayer à diversifier son programme de vente. Les couleurs d'aniline qu'il importe au début (le bleu d'aniline et la fuchsine) surpassent les couleurs naturelles dans leur pureté.
Bayer expérimente, à partir de sa propre production, et en commun avec son associé plus tardif Johann Friedrich Weskott (de), des colorants de goudron. Ils réussissent à produire des couleurs d'une qualité bien supérieure aux précédentes.
La coopération couronnée de succès entre Weskott et son associé mène à la fondation de la première petite installation de production, et ce qui deviendra plus tard Bayer AG s'appelle le 1er août 1863 « Friedr. Bayer et comp. » dans le registre du commerce local. En raison d'autres développements de colorants à base d'aniline, de fuchsine et d'alizarine, les fondateurs de l'entreprise arrivent à élargir significativement les capacités de production de l'entreprise.
Quand Friedrich Bayer meurt à l'âge de 55 ans en 1880, il laisse une entreprise familiale florissante. Les fils et les gendres des fondateurs (par exemple Henry Theodore Böttinger (de)) sont intégrés en tant qu'associés et transforment l'entreprise en société anonyme (à l'aide de la Deutsche Bank) jusqu'à ce qui deviendra Bayer AG sous sa forme juridique actuelle.